# Корольков, Иван Григорьевич
Иван Григорьевич Корольков (3 (15) января 1886, Оренбургская губерния — после 1922) — есаул царской армии, полковник Белого движения, командир 1-го и 2-го полков Оренбургского казачьего войска (1920—1921), обладатель золотого Георгиевского оружия.

## Биография
Родился 3 (15) января 1886 года (по другим данным — в 1885 году) в станице Кизильской (Козельской) второго военного отдела Оренбургского казачьего войска в семье казака. Общее образование получил дома, после чего поступил в Оренбургское казачье юнкерское училище, из которого выпустился в 1906 году по второму разряду.
Приступил к службе в Русской императорской армии в начале сентября 1903 года. В конце марта 1906 года был произведён в хорунжие (со старшинством со дня производства). В начале октября 1910 года стал сотником (со старшинством с марта), а ровно через четыре года — подъесаулом (со старшинством также с марта, но уже 1914 года). До есаула дослужился во время Первой мировой войны, в начале марте 1917 года — через два дня после отречения Николая II; старшинство же в этом чине имел с января.
Затем последовательно получил погоны войскового старшины и полковника; последние — не позднее февраля 1920 года (со старшинством с сентября 1917). С конца сентября 1903 года проходил действительную службу в Оренбургском 1-м казачьем полку. На начало 1908 года числился в Оренбургском 2-м казачьем полку, после чего, с августа 1909, находился на льготе. В период с декабря 1913 по 1917 год вновь служил во 2-м полку, где с сентября 1915 командовал четвёртой казачьей сотней.
За время боевых действий Первой мировой войны был дважды контужен. В начале Гражданской войны, 28 января 1918 года, прибыл в Оренбург, где примкнул к антибольшевистскому движению. Зимой 1919/1920 годов стал участником Великого Сибирского Ледяного похода. По состоянию на февраль 1920 года был в отдельной сводной Оренбургской казачьей бригаде в Забайкалье. В 1920—1921 годах являлся командиром 2-го и 1-го казачьих полков в Приморье. Кроме того состоял помощником командира 1-го сводного Оренбургского казачьего полка (1920) и был на аналогичном посту в отдельном Оренбургском казачьем полку (Дальний Восток, 1921).
26 октября 1922 года И. Корольков, проживавший в тот момент во Владивостоке (бухта Улис) и работавший курьером, был арестован «по политическим мотивам». 11 ноября был осуждён и приговорён военным судом 1-й Забайкальской стрелковой дивизии Народно-революционной Армии и Флота ДВР к пяти годам условно; был реабилитирован прокуратурой Москвы в январе 2005 года.

## Награды
- Орден Святого Станислава 3 степени (1913) — мечи и бант
- Орден Святой Анны 3 степени с мечами и бантом (1914)[2]
- Золотое Георгиевское оружие (1915): «за то, что 20 октября 1914 года после атаки Белевского 71-го пехотного полка у деревни Голембиев сотник Корольков, находясь во главе заставы, с восемнадцатью казаками бросился преследовать австрийцев [австро-венгерские войска]. У деревни Осины встретил наступающих австрийцев и, несмотря на сильный огонь по его [кавалерийской] лаве, бросился в атаку и окружил противника, четырёх зарубил и тридцать четыре австрийца с оружием взял в плен»[3][4]
- Орден Святой Анны 4 степени: «за храбрость»
- Орден Святого Станислава 2 степени с мечами
- Орден Святой Анны 2 степени с мечами
- Орден Святого Владимира 4 степени с мечами и бантом (1916)
- Медаль «В память 300-летия царствования дома Романовых» (1913)[5]